# Петар Босанчич
Петар Босанчич (на хърватски: Petar Bosančić) е хърватски футболист, който играе на поста централен защитник. Състезател на Рига.

## Кариера
Босанчич започва своята кариера в юношеската академия на „Солин“, премествайки се в тази на „Хайдук Сплит“ през 2012 г. Дебютира за мъжкия отбор на „белите“ на 26 април 2015 г. при победата с 0:2 като гост на Славен Белупо. 

### Черно море
На 11 юни 2022 г. Петар е обявен за ново попълнение на „Черно море“. Прави дебюта си на 10 юли при победата с 0:1 като гост на „Локомотив (София)“.

## Национална кариера
Въпреки че към април 2015 г. той не е играл в нито един младежки международен мач, Босанчич е поставен в разширения списък с 35 кандидати за отбора на Хърватия до 17 години за Световното първенство по футбол през 2013 г., но не влиза в окончателния списък.